# Yenal Tuncer
Yenal Tuncer (* 28. April 1985 in Denizli) ist ein türkischer Fußballspieler.

## Karriere

### Verein
Tuncer durchlief die Jugendmannschaften von Denizlispor. 2004 wechselte er in die Profimannschaft von Denizli Belediyespor, in die 3. Liga. Nach zwei Jahren gelang ihm der Sprung in die Süper Lig bei Bursaspor. In der Saison 2010/11 war er an MP Antalyaspor ausgeliehen. In der Saison 2011/12 wechselte er zum Liga-Neuling Samsunspor. Nach der Saison wurde seine Leihe beendet und er kehrte wieder zurück zu Bursaspor.
Für die Saison 2012/13 wurde er an den Zweitligisten Denizlispor ausgeliehen. Nach der Winterpause verließ er jedoch den Verein und unterschrieb beim Erstligisten Mersin Idmanyurdu. Bei diesem Verein kam er aber lediglich bei einer Pokalbegegnung zum Einsatz. Im Sommer 2013 wurde sein Vertrag mit Bursaspor nach gegenseitigem Einvernehmen aufgelöst.
Zur Saison 2013/14 unterschrieb er einen Vertrag bis zum Saisonende bei seinem Jugend- und Heimatverein Denizlispor. Durch eine Verletzung kam er nur sporadisch zum Einsatz und verließ den Verein zur neuen Saison in Richtung Karşıyaka SK. Im Sommer 2015 wechselte er erneut nach bereits einer Saison und unterschrieb beim Ligarivalen Gaziantep Büyükşehir Belediyespor.

### Nationalmannschaft
Yenal Tuncer spielte 2006 einmal in der türkischen U-21.

## Erfolge
Mit Bursaspor
- Türkischer Meister in der Saison 2009/10